# Łucja Franciszka Tyszkiewicz
Łucja Franciszka Tyszkiewicz z Lubomirskich herbu Szreniawa bez Krzyża (ur. 1770, zm. 27 maja 1811 w Cmolasie) – dama Orderu Krzyża Gwiaździstego
Była jedynym dzieckiem Jerzego Marcina Lubomirskiego generała wojsk koronnych i jego żony Anny Marii Haddik de Futak córki austriackiego feldmarszałka. W 1776 małżeństwo rodziców zakończyło się rozwodem a Łucja została z matką. Jerzy Marcin utrzymywał z byłą żoną i córką przyjazne stosunki towarzyskie, bywały one często w stolicy i na królewskim dworze. Anna i Łucja Lubomirskie dostały od księcia majątek kolbuszowski obejmujący miasto Kolbuszowa i około 15 pobliskich wsi. W czasie trwania Sejmu Czteroletniego poznała w Warszawie Łucja swojego przyszłego męża Jerzego Janusza Tyszkiewicza, rotmistrza petyhorskiego, posła żmudzkiego. Z tego małżeństwa na świat przyszło pięciu synów i dwie córki. Po upadku powstania kościuszkowskiego przeniosła się z rodziną do dóbr kolbuszowskich do matki. Matka i córka nie żyły z sobą w zbyt wielkiej zgodzie. W 1805 została odznaczona Orderem Krzyża Gwiaździstego. W księgach parafialnych Kolbuszowej występuje jako "Illustrissima Comitissa de Principibus Lubomirski Lucia Tyszkiewiczowa, Heredissa bonoruum Kolbuszowa" (Przesławna hrabina z książąt Lubomirskich, Łucja Tyszkiewiczowa, dziedziczka dóbr Kolbuszowa).

## Okoliczności śmierci
Syn Łucji Wincenty Tomasz Tyszkiewicz wcześnie nauczył się strzelać celnie z pistoletu. Dlatego też mając szesnaście lat stał się niechcący sprawcą rodzinnej tragedii, matkobójcą. Zastrzelił bowiem przypadkiem swoją matkę. Do tego dramatu doprowadziła sama Łucja posiadająca wesołe i żartobliwe usposobienie. Przy rodzinnym stole kolbuszowskiego dworu powtarzano modne wówczas opowiadania o duchach i grasujących rozbójnikach. Wincenty słuchając tego nie okazywał strachu, matka zaś chciała go przestraszyć i wypróbować. Poszła więc w księżycową noc 27 maja 1811 okryta białym prześcieradłem,
razem ze stróżem, pod okno pokoju śpiącego już Wincentego; stróż uderzył w okiennicę i krzyczał coś grubym, nieswoim głosem; przebudzony Wincenty
otworzył okiennicę, miał w ręku broń dubeltówkę przywiezioną z Wiednia (prezent od matki) i wystrzelił do białej zjawy. Strzał był celny: Łucja wydała krzyk boleści i zmarła. Tragiczny ten wypadek zanotowała istniejąca już „Gazeta Lwowska”, przekazali potomnym pamiętnikarze i zapisał je ksiądz proboszcz w kolbuszowskiej księdze zmarłych.
Łucję Franciszkę pochowano w krypcie kolbuszowskiego kościoła. Stwierdza to uroczysty zapis w parafialnej księdze zgonów z tamtych lat. Upamiętniła to też tablica pamiątkowa w tym kościele, znajdująca się dzisiaj w kaplicy książąt Tyszkiewiczów na cmentarzu.